# Posidonies du Cap d'Agde
Le site Natura 2000 « Posidonies du Cap d’Agde » FR 9101414 couvre une surface de 6 152 ha, sur une dizaine de kilomètres de linéaire côtier. Le site s’étend de l’embouchure de l’Hérault à l’ouest, jusqu’à Port Ambonne à l’est. Sa limite en mer est alignée sur la bande des 3 milles nautiques soit environ 5,5 km. Depuis 2013 la Ville d’Agde et sa direction Gestion du Milieu Marin est animatrice de cette Aire Marine Protégée (AMP).
Ce site comprend de nombreux habitats d’intérêt communautaire :
-         1170-10 La roche supralittorale ;
-         1170-11 La roche médiolittorale
supérieure ;
-         1170-12 La roche médiolittorale
inférieure ;
-         1170-13 La roche infralittorale à algues
photophiles ;
-         1170-14 Le coralligène ;
-         8330-2 Biocénose des grottes
médiolittorales ;
-         8330-3 Biocénose des grottes
semi-obscures ;
-         1110 – Bancs de sable à faible couverture
permanente d’eau marine ;
-         1120-1 l’herbier à Posidonia Oceanica.